# Fußball-Weltmeisterschaft 1994
Die Endrunde der Fußball-Weltmeisterschaft 1994 (englisch FIFA World Cup) war die 15. Ausspielung dieses bedeutendsten Turniers für Fußball-Nationalmannschaften und fand vom 17. Juni bis zum 17. Juli 1994 erstmals in den USA statt.
Weltmeister wurde Brasilien im Finale gegen Italien, wobei erstmals ein Elfmeterschießen die Entscheidung brachte. Titelverteidiger Deutschland scheiterte im Viertelfinale und verpasste somit erstmals seit 1978 das Finale. Vize-Weltmeister Argentinien schied im Achtelfinale aus, dessen Kapitän Diego Maradona vor dem letzten Gruppenspiel positiv auf Drogen getestet und vom Turnier ausgeschlossen wurde. Mit den USA schied der Gastgeber erstmals bereits im Achtelfinale aus. Torschützenkönig wurden Oleg Salenko und Christo Stoitschkow mit jeweils 6 Toren, wobei Salenko 5 Tore im Gruppenspiel Russland gegen Kamerun erzielte und damit einen Rekord aufstellte, Russland jedoch bereits nach der Gruppenphase ausschied. Im selben Spiel erzielte Roger Milla im Alter von 42 Jahren den einzigen Treffer für Kamerun, was ihn zum ältesten Torschützen der WM-Geschichte macht.
Obwohl Fußball in den USA zur damaligen Zeit nur eine Nischensportart war, erwies sich die Weltmeisterschaft als Zuschauermagnet; es war die WM mit sowohl den bisher meisten Zuschauern pro Spiel sowie den meisten Zuschauern insgesamt, obwohl anschließend die Anzahl der Spiele von 52 auf 64 stieg.
Während der Qualifikation kam die Sambische Fußballnationalmannschaft auf dem Weg zum Qualifikationsspiel im Senegal beim Flugzeugabsturz der DHC-5 am 27. April 1993 ums Leben. Während der WM wurde der Kolumbianer Andrés Escobar, der durch sein Eigentor gegen die USA die Mannschaft aus dem Wettbewerb geschossen hatte, beim Verlassen einer Medellíner Nachtbar erschossen. Eine Verbindung zwischen dem Mord und dem Eigentor konnte jedoch nicht nachgewiesen werden.

## Vergabe
Die Vergabe fand am 4. Juli 1988 auf dem FIFA-Kongress in Zürich statt. Die USA setzten sich mit zehn Stimmen gegen die Mitbewerber Marokko (sieben Stimmen) und Brasilien (zwei Stimmen) durch.

## Spielorte
Die Spiele der Weltmeisterschaft wurden in neun Stadien in neun verschiedenen Städten der Vereinigten Staaten ausgetragen. Die Kapazität der Stadien bezieht sich auf die Zeit zur Fußball-WM 1994. Mit dem Spiel USA – Schweiz fand im Pontiac Silverdome erstmals ein WM-Spiel in einem voll überdachten Stadion statt. Dort wurden noch drei weitere Gruppenspiele ausgetragen.
| Pasadena (Los Angeles) |

| Pontiac (Detroit) |

| Stanford (San Francisco) |

| East Rutherford (New York) |

| Orlando |

| Chicago |

| Dallas |

| Foxborough (Boston) |

| Washington, D.C. |

| Pasadena (Los Angeles) |

| Pontiac (Detroit) |

| Stanford (San Francisco) |

| East Rutherford (New York) |

| Orlando |

| Chicago |

| Dallas |

| Foxborough (Boston) |

| Washington, D.C. |

1. ↑  In vielen Quellen wird als Spielstätte das nahe Los Angeles genannt.
2. ↑  In vielen Quellen wird als Spielstätte das nahe Detroit genannt.
3. ↑  In vielen Quellen wird als Spielstätte das nahe New York genannt.
4. ↑  In vielen Quellen wird als Spielstätte das nahe Boston genannt.
5. ↑  In vielen Quellen wird als Spielstätte das nahe San Francisco genannt.

| Stadt            | Stadion                            | Spiele | Kapazität | Gesamt- zuschauerzahl | Schnitt | Spiel mit den meisten Zuschauern                                     | Spiel mit den wenigsten Zuschauern            |
| ---------------- | ---------------------------------- | ------ | --------- | --------------------- | ------- | -------------------------------------------------------------------- | --------------------------------------------- |
| Chicago          | Soldier Field                      | 5      | 67.000    | 312.725               | 62.545  | Bulgarien – Griechenland (Vorrunde) 63.160                           | Deutschland – Belgien (Achtelfinale) 60.246   |
| Dallas           | Cotton Bowl                        | 6      | 67.000    | 352.152               | 58.692  | Deutschland – Südkorea und Argentinien – Bulgarien (Vorrunde) 63.998 | Nigeria – Bulgarien (Vorrunde) 44.132         |
| Pasadena         | Rose Bowl Stadium                  | 8      | 91.000    | 740.807               | 92.601  | Brasilien – Italien (Finale) 94.194                                  | Rumänien – Argentinien (Achtelfinale) 90.469  |
| Pontiac          | Silverdome                         | 4      | 80.000    | 283.598               | 70.900  | Brasilien – Schweden (Vorrunde) 77.217                               | Rumänien – Schweiz (Vorrunde) 61.428          |
| East Rutherford  | Giants Stadium                     | 7      | 77.000    | 515.828               | 73.690  | Saudi-Arabien – Marokko (Vorrunde) 76.322                            | Mexiko – Bulgarien (Achtelfinale) 71.030      |
| Foxborough       | Foxboro Stadium                    | 6      | 61.000    | 324.130               | 54.022  | Argentinien – Griechenland (Vorrunde) 54.456                         | Griechenland – Nigeria (Vorrunde) 53.001      |
| Stanford         | Stanford Stadium                   | 6      | 80.000    | 490.424               | 81.737  | Brasilien – USA (Achtelfinale) 84.147                                | Russland – Kamerun (Vorrunde) 74.914          |
| Orlando          | Florida Citrus Bowl                | 5      | 70.000    | 306.329               | 61.266  | Belgien – Niederlande (Vorrunde) 62.387                              | Marokko – Niederlande (Vorrunde) 60.578       |
| Washington, D.C. | Robert F. Kennedy Memorial Stadium | 5      | 56.000    | 261.545               | 52.309  | Spanien – Schweiz (Achtelfinale) 53.121                              | Niederlande – Saudi-Arabien (Vorrunde) 50.535 |

## Qualifikation
143 Nationen meldeten ihre Teilnahme an der Qualifikation zur WM 1994. Die USA als Gastgeber und Deutschland als Titelverteidiger waren bereits automatisch qualifiziert, wodurch 129 Nationen um insgesamt 22 freie Plätze spielten. Mit Griechenland, Nigeria, Russland und Saudi-Arabien qualifizierten sich vier Nationalmannschaften erstmals für eine WM-Endrunde.

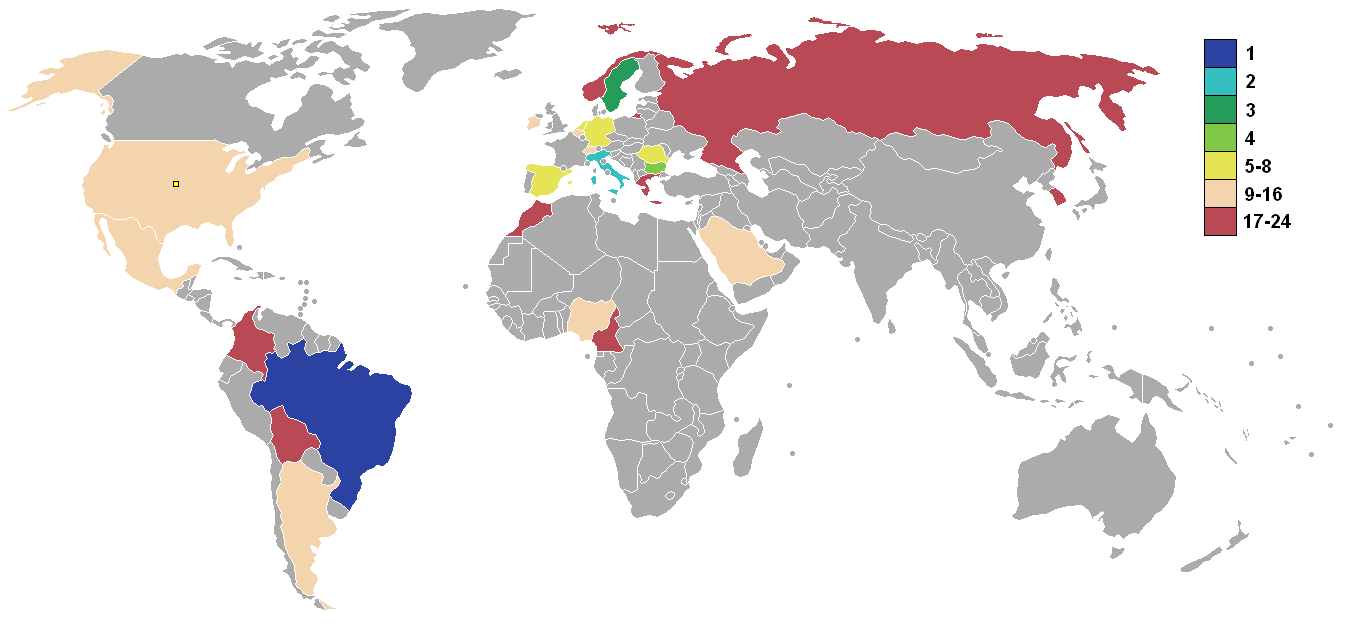
Weltkarte der Teilnehmer mit deren Platzierungen

| 13 aus Europa                              | Belgien       | Bulgarien   | Deutschland | Griechenland | Irland   |
|                                            | Italien       | Niederlande | Norwegen    | Rumänien     | Russland |
|                                            | Schweden      | Schweiz     | Spanien     |              |          |
| 4 aus Südamerika                           | Argentinien   | Bolivien    | Brasilien   | Kolumbien    |          |
| 2 aus Nord-, Mittelamerika und der Karibik | Mexiko        | USA         |             |              |          |
| 3 aus Afrika                               | Kamerun       | Marokko     | Nigeria     |              |          |
| 2 aus Asien                                | Saudi-Arabien | Südkorea    |             |              |          |

## Auslosung
Die Auslosung fand am 19. Dezember 1993 im Caesars Palace in Paradise statt. Die TV-Übertragung durch ESPN brachte in den USA gerade einmal eine Einschaltquote von 0,5 % (von 62,7 Mio. Haushalten waren 313.000 interessiert).

### Modus
Topf 1 enthielt die erfolgreichsten Mannschaften plus Gastgeber USA. Diese sechs Mannschaften bildeten die sechs Gruppenköpfe, die allesamt auf die erste Position in den sechs Gruppen gesetzt wurden. Ungewöhnlich war, dass die Zuordnung der ausgelosten Gruppen zu den Spielplangruppen A-F aus kommerziellen Gründen erst nach kompletter Auslosung in einer geheimen Besprechung von einem FIFA-Gremium vorgenommen wurde. Gezogen wurden die Mannschaften jedoch in der nachfolgend aufgeführten Reihenfolge, also Deutschland zuerst und die USA zum Schluss. Topf 2 enthielt die amerikanischen und afrikanischen Mannschaften. Bolivien und Kolumbien durften nicht zu den südamerikanischen Gruppenköpfen Argentinien und Brasilien gelost werden, Mexiko nicht zu den USA. Topf 3 enthielt sechs europäische Mannschaften, die frei zugelost wurden. Aus Topf 4 bekamen Argentinien, Brasilien und USA gezielt eine europäische Mannschaft zugelost, damit in jeder Gruppe mindestens zwei europäische Mannschaften spielten. Die beiden asiatischen Mannschaften Saudi-Arabien und Südkorea kamen somit zwangsläufig in eine Gruppe mit einem europäischen Gruppenkopf.

### Töpfe
- Topf 1: Deutschland (C), Brasilien (B), Argentinien (D), Belgien (F), Italien (E), USA (A)
- Topf 2: Kamerun, Kolumbien, Bolivien, Nigeria, Marokko, Mexiko
- Topf 3: Spanien, Russland, Bulgarien, Niederlande, Irland, Rumänien
- Topf 4: Südkorea, Schweden, Saudi-Arabien, Griechenland, Norwegen, Schweiz

Daraus ergaben sich nach der Auslosung folgende Gruppen:
| Gruppe A       | Gruppe B      | Gruppe C        | Gruppe D          | Gruppe E     | Gruppe F           |
| -------------- | ------------- | --------------- | ----------------- | ------------ | ------------------ |
| USA (23)       | Brasilien (3) | Deutschland (1) | Argentinien (8)   | Italien (4)  | Belgien (27)       |
| Schweiz (12)   | Russland (19) | Bolivien (43)   | Griechenland (31) | Irland (14)  | Marokko (28)       |
| Kolumbien (17) | Kamerun (24)  | Spanien (5)     | Nigeria (11)      | Norwegen (6) | Niederlande (2)    |
| Rumänien (7)   | Schweden (10) | Südkorea (37)   | Bulgarien (29)    | Mexiko (16)  | Saudi-Arabien (34) |

Zahlen in Klammern = Position in der FIFA-Weltrangliste am 14. Juni 1994

## Modus
Die 24 Teilnehmer wurden in sechs Vorgruppen mit je vier Mannschaften eingeteilt. Die beiden ersten jeder Gruppe sowie die vier besten Drittplatzierten qualifizierten sich für das Achtelfinale. Ab dem Achtelfinale wurde das Turnier im K.-o.-System ausgetragen. Erstmals wurden bei einer Weltmeisterschaft für einen Sieg drei Punkte vergeben (bisher zwei), bei Unentschieden weiterhin ein Punkt. Allerdings hatte dies keine Auswirkungen auf die Platzierungen. Bei der alten Zwei-Punkte-Wertung, die noch bei der WM-Qualifikation zu dieser WM galt, wären alle Achtelfinal-Paarungen die gleichen gewesen.

## Vorrunde

### Gruppe A
| Pl. | Land      | Sp. | S | U | N | Tore    | Diff. | Punkte |
| --- | --------- | --- | - | - | - | ------- | ----- | ------ |
| 1.  | Rumänien  | 3   | 2 | 0 | 1 | 005:500 | ±0    | 06     |
| 2.  | Schweiz   | 3   | 1 | 1 | 1 | 005:400 | +1    | 04     |
| 3.  | USA       | 3   | 1 | 1 | 1 | 003:300 | ±0    | 04     |
| 4.  | Kolumbien | 3   | 1 | 0 | 2 | 004:500 | −1    | 03     |

|                                                                     |   |           |           |
| 18. Juni 1994, 11:30 Uhr EDT (17:30 Uhr MESZ) in Pontiac            |   |           |           |
| USA                                                                 | – | Schweiz   | 1:1 (1:1) |
| 18. Juni 1994, 16:30 Uhr PDT (19. Juni, 01:30 Uhr MESZ) in Pasadena |   |           |           |
| Kolumbien                                                           | – | Rumänien  | 1:3 (1:2) |
| 22. Juni 1994, 16:00 Uhr EDT (22:00 Uhr MESZ) in Pontiac            |   |           |           |
| Rumänien                                                            | – | Schweiz   | 1:4 (1:1) |
| 22. Juni 1994, 16:30 Uhr PDT (23. Juni, 01:30 Uhr MESZ) in Pasadena |   |           |           |
| USA                                                                 | – | Kolumbien | 2:1 (1:0) |
| 26. Juni 1994, 13:00 Uhr PDT (22:00 Uhr MESZ) in Pasadena           |   |           |           |
| USA                                                                 | – | Rumänien  | 0:1 (0:1) |
| 26. Juni 1994, 13:00 Uhr PDT (22:00 Uhr MESZ) in Palo Alto          |   |           |           |
| Schweiz                                                             | – | Kolumbien | 0:2 (0:1) |

In der Gruppe A belegte das von Pelé als Geheimfavorit eingestufte Kolumbien den letzten Platz und schied trotz namhafter Spieler wie Valderrama, Asprilla, Rincón und dem damaligen Bayern-Stürmer Adolfo Valencia schon in der Vorrunde aus. Die Schweiz, deren halbe Stammelf aus Bundesliga-Spielern bestand, verbuchte einen deutlichen Erfolg gegen Rumänien, das mit Gheorghe Hagi den Gastgeber schlug und als Gruppensieger ins Achtelfinale einzog. Die USA galten trotz ihres Heimvorteils bei vielen als Außenseiter, was sich nicht bestätigte. Sie besiegten das von vielen favorisierte Kolumbien, was durch ein Eigentor von Andrés Escobar zustande kam. Dabei wurde spekuliert, dass Escobar vermutlich aufgrund dieses Eigentores wenige Tage später vor einer Bar in Medellín erschossen wurde, eine Verbindung konnte jedoch nicht nachgewiesen werden.

### Gruppe B
| Pl. | Land      | Sp. | S | U | N | Tore    | Diff. | Punkte |
| --- | --------- | --- | - | - | - | ------- | ----- | ------ |
| 1.  | Brasilien | 3   | 2 | 1 | 0 | 006:100 | +5    | 07     |
| 2.  | Schweden  | 3   | 1 | 2 | 0 | 006:400 | +2    | 05     |
| 3.  | Russland  | 3   | 1 | 0 | 2 | 007:600 | +1    | 03     |
| 4.  | Kamerun   | 3   | 0 | 1 | 2 | 003:110 | −8    | 01     |

|                                                                     |   |          |           |
| 19. Juni 1994, 16:30 Uhr PDT (20. Juni, 01:30 Uhr MESZ) in Pasadena |   |          |           |
| Kamerun                                                             | – | Schweden | 2:2 (1:1) |
| 20. Juni 1994, 13:00 Uhr PDT (22:00 Uhr MESZ) in Palo Alto          |   |          |           |
| Brasilien                                                           | – | Russland | 2:0 (1:0) |
| 24. Juni 1994, 13:00 Uhr PDT (22:00 Uhr MESZ) in Palo Alto          |   |          |           |
| Brasilien                                                           | – | Kamerun  | 3:0 (1:0) |
| 24. Juni 1994, 19:30 Uhr EDT (25. Juni, 01:30 Uhr MESZ) in Pontiac  |   |          |           |
| Schweden                                                            | – | Russland | 3:1 (1:1) |
| 28. Juni 1994, 13:00 Uhr PDT (22:00 Uhr MESZ) in Palo Alto          |   |          |           |
| Russland                                                            | – | Kamerun  | 6:1 (3:0) |
| 28. Juni 1994, 16:00 Uhr EDT (22:00 Uhr MESZ) in Pontiac            |   |          |           |
| Brasilien                                                           | – | Schweden | 1:1 (0:1) |

In der Gruppe B dominierte der dreifache Weltmeister Brasilien mit dem Sturmduo Romário und Bebeto. Dennoch wurde Trainer Parreira wegen seines eher nüchternen Stils, Fußball spielen zu lassen, in der Heimat oft kritisiert. Gegen Russland und Kamerun hatte die Mannschaft von Carlos Alberto Parreira wenig Mühe, im letzten Gruppenspiel sollten die taktisch disziplinierten und defensiv ausgerichteten Schweden den Brasilianern etwas mehr Schwierigkeiten bereiten. Schweden startete durchwachsen ins Turnier, konnte aber aufgrund einer starken Besetzung in der Offensive neben der traditionell starken Defensive das Achtelfinal-Ticket lösen. Russland zeigte nur im letzten Gruppenspiel, was es zu bieten hatte. Dabei traf Oleg Salenko als erster und bis jetzt einziger Spieler der WM-Geschichte fünfmal in einem Spiel ins Tor. Dennoch, für die Russen endete die erste WM nach dem Zerfall der Sowjetunion bereits nach der Vorrunde. Kamerun konnte nicht an die Leistungen der WM von 1990 anknüpfen. Altstar Roger Milla sollte aber wenigstens noch für den zweiten Rekord innerhalb des für den Rest des Turniers letztlich unbedeutenden Spiels zwischen Kamerun und Russland sorgen. Mit seinen 42 Jahren ist er der älteste Torschütze der WM-Geschichte.

### Gruppe C
| Pl. | Land        | Sp. | S | U | N | Tore    | Diff. | Punkte |
| --- | ----------- | --- | - | - | - | ------- | ----- | ------ |
| 1.  | Deutschland | 3   | 2 | 1 | 0 | 005:300 | +2    | 07     |
| 2.  | Spanien     | 3   | 1 | 2 | 0 | 006:400 | +2    | 05     |
| 3.  | Südkorea    | 3   | 0 | 2 | 1 | 004:500 | −1    | 02     |
| 4.  | Bolivien    | 3   | 0 | 1 | 2 | 001:400 | −3    | 01     |

|                                                                       |   |          |           |
| 17. Juni 1994, 14:00 Uhr CDT (21:00 Uhr MESZ) in Chicago              |   |          |           |
| Deutschland                                                           | – | Bolivien | 1:0 (0:0) |
| 17. Juni 1994, 18:30 Uhr CDT (18. Juni, 01:30 Uhr MESZ) in Dallas     |   |          |           |
| Spanien                                                               | – | Südkorea | 2:2 (0:0) |
| 21. Juni 1994, 15:00 Uhr CDT (22:00 Uhr MESZ) in Chicago              |   |          |           |
| Deutschland                                                           | – | Spanien  | 1:1 (0:1) |
| 23. Juni 1994, 19:30 Uhr EDT (24. Juni, 01:30 Uhr MESZ) in Foxborough |   |          |           |
| Südkorea                                                              | – | Bolivien | 0:0       |
| 27. Juni 1994, 15:00 Uhr CDT (22:00 Uhr MESZ) in Chicago              |   |          |           |
| Bolivien                                                              | – | Spanien  | 1:3 (0:1) |
| 27. Juni 1994, 15:00 Uhr CDT (22:00 Uhr MESZ) in Dallas               |   |          |           |
| Deutschland                                                           | – | Südkorea | 3:2 (3:0) |

Deutschland konnte als erster Titelverteidiger überhaupt das Eröffnungsspiel für sich entscheiden. Mit zwei Siegen und einem Unentschieden wurde der Gruppensieg erreicht, wobei die Halbzeitführung gegen Südkorea von drei Toren Differenz noch auf ein Tor Differenz schrumpfte. Spanien startete mit einem Unentschieden gegen Südkorea, konnte sich mit einem weiteren Unentschieden gegen den Weltmeister und einem Sieg über Bolivien qualifizieren. Südkorea blieb bei letztlich erfolglosen Aufholphasen in den Spielen gegen Spanien und Deutschland auch bei der vierten WM-Teilnahme sieglos. Beim Spiel Boliviens gegen Südkorea ließ der schottische Schiedsrichter Mottram 13 Minuten nachspielen.
Stefan Effenberg wurde von Berti Vogts nach Hause geschickt, nachdem er den deutschen Fans bei seiner Auswechslung im Spiel gegen Südkorea aus Ärger den gestreckten Mittelfinger gezeigt hatte.

### Gruppe D
| Pl.                                                               | Land         | Sp. | S | U | N | Tore    | Diff. | Punkte |
| ----------------------------------------------------------------- | ------------ | --- | - | - | - | ------- | ----- | ------ |
| 1.                                                                | Nigeria      | 3   | 2 | 0 | 1 | 006:200 | +4    | 06     |
| 2.                                                                | Bulgarien    | 3   | 2 | 0 | 1 | 006:300 | +3    | 06     |
| 3.                                                                | Argentinien  | 3   | 2 | 0 | 1 | 006:300 | +3    | 06     |
| 4.                                                                | Griechenland | 3   | 0 | 0 | 3 | 000:100 | −10   | 0      |
| Bulgarien durch direkten Vergleich vor Argentinien Gruppenzweiter |              |     |   |   |   |         |       |        |

|                                                                      |   |              |           |
| 21. Juni 1994, 12:30 Uhr EDT (18:30 Uhr MESZ) in Foxborough          |   |              |           |
| Argentinien                                                          | – | Griechenland | 4:0 (2:0) |
| 21. Juni 1994, 18:30 Uhr CDT (22. Juni, 01:30 Uhr MESZ) in Dallas    |   |              |           |
| Nigeria                                                              | – | Bulgarien    | 3:0 (2:0) |
| 25. Juni 1994, 16:00 Uhr EDT (22:00 Uhr MESZ) in Foxborough          |   |              |           |
| Argentinien                                                          | – | Nigeria      | 2:1 (2:1) |
| 26. Juni 1994, 11:30 Uhr CDT (18:30 Uhr MESZ) in Chicago             |   |              |           |
| Bulgarien                                                            | – | Griechenland | 4:0 (1:0) |
| 30. Juni 1994, 19:30 Uhr EDT (1. Juli, 01:30 Uhr MESZ) in Foxborough |   |              |           |
| Griechenland                                                         | – | Nigeria      | 0:2 (0:1) |
| 30. Juni 1994, 18:30 Uhr CDT (1. Juli, 01:30 Uhr MESZ) in Dallas     |   |              |           |
| Argentinien                                                          | – | Bulgarien    | 0:2 (0:0) |

Argentinien startete gut ins Turnier, vor allem dank seiner Superstars Maradona und Caniggia. Am Tag des letzten Gruppenspiels gegen Bulgarien wurde Maradonas Ausschluss vom Turnier aufgrund einer positiven Doping-Probe bekanntgegeben. Die Verunsicherung und das fehlende spielerische Element war den Argentiniern schon jetzt deutlich anzumerken. Bulgarien hatte in der Qualifikation Frankreich hinter sich gelassen und hatte den wohl stärksten Kader der bulgarischen Fußball-Geschichte. Nach dem misslungenen Start gegen Nigeria ließen sie das ihre Gegner merken. Besonders beeindruckend war die technisch starke Offensivabteilung der Mannschaft. Nigeria hatte schon damals eine Mannschaft mit vielen, meist noch jungen Hoffnungsträgern. Viele dieser Spieler sollten sich zwar später in den europäischen Top-Ligen nicht durchsetzen können, dennoch war diese WM der Anfang der Erfolgsgeschichte des nigerianischen Fußballs, nach der sie lange als stärkste Mannschaft Afrikas gelten sollten. Griechenland, einer von drei WM-Neulingen (neben Nigeria und Saudi-Arabien), war chancenlos in dieser Gruppe. Das beste Spiel zeigten sie zum Schluss der Gruppenphase gegen Nigeria, aber deren individuelle Klasse sollte sich durchsetzen. Ohne Erfahrung und ohne große Einzelkönner schied Griechenland sang- und klanglos in der Vorrunde aus.

### Gruppe E
| Pl.                                                        | Land     | Sp. | S | U | N | Tore    | Diff. | Punkte |
| ---------------------------------------------------------- | -------- | --- | - | - | - | ------- | ----- | ------ |
| 1.                                                         | Mexiko   | 3   | 1 | 1 | 1 | 003:300 | ±0    | 04     |
| 2.                                                         | Irland   | 3   | 1 | 1 | 1 | 002:200 | ±0    | 04     |
| 3.                                                         | Italien  | 3   | 1 | 1 | 1 | 002:200 | ±0    | 04     |
| 4.                                                         | Norwegen | 3   | 1 | 1 | 1 | 001:100 | ±0    | 04     |
| Irland durch direkten Vergleich vor Italien Gruppenzweiter |          |     |   |   |   |         |       |        |

|                                                                   |   |          |           |
| 18. Juni 1994, 16:00 Uhr EDT (22:00 Uhr MESZ) in East Rutherford  |   |          |           |
| Italien                                                           | – | Irland   | 0:1 (0:1) |
| 19. Juni 1994, 16:00 Uhr EDT (22:00 Uhr MESZ) in Washington, D.C. |   |          |           |
| Norwegen                                                          | – | Mexiko   | 1:0 (0:0) |
| 23. Juni 1994, 16:00 Uhr EDT (22:00 Uhr MESZ) in East Rutherford  |   |          |           |
| Italien                                                           | – | Norwegen | 1:0 (0:0) |
| 24. Juni 1994, 12:30 Uhr EDT (18:30 Uhr MESZ) in Orlando          |   |          |           |
| Mexiko                                                            | – | Irland   | 2:1 (1:0) |
| 28. Juni 1994, 12:30 Uhr EDT (18:30 Uhr MESZ) in East Rutherford  |   |          |           |
| Irland                                                            | – | Norwegen | 0:0       |
| 28. Juni 1994, 12:30 Uhr EDT (18:30 Uhr MESZ) in Washington, D.C. |   |          |           |
| Italien                                                           | – | Mexiko   | 1:1 (0:0) |

Italien erwischte einen Fehlstart in die WM, als Irland sich für die Viertelfinal-Niederlage vier Jahre zuvor revanchieren konnte. Die Squadra Azzurra konnte den Kopf nochmal aus der Schlinge ziehen. Norwegen wurde mit einem großen Kraftaufwand besiegt. Nachdem Torhüter Pagliuca die Rote Karte gesehen hatte, nahm Trainer Sacchi Superstar Roberto Baggio vom Feld, um einen neuen Torwart einzuwechseln. Zu zehnt gewann Italien das Spiel, ehe gegen Mexiko wieder eine leichte Ernüchterung folgte. Irland spielte erneut eine starke WM. Obwohl den kampfstarken und mannschaftlich geschlossenen Iren im letzten Gruppenspiel gegen Norwegen trotz klarer Überlegenheit kein Tor gelang, reichte es zum Weiterkommen. Mexiko schaffte es erstmals bei einer Fußball-Weltmeisterschaft außerhalb des eigenen Landes, die Vorrunde zu überstehen. Norwegen trauten viele nach der überraschend starken Qualifikation das Weiterkommen zu, obwohl es für sie seit 56 Jahren die erste WM-Teilnahme war. Das Tor des defensiven Mittelfeldspielers Rekdal im Spiel gegen Mexiko blieb jedoch ihr einziges bei dieser WM. Praktisch ohne Sturm konnten sie das Achtelfinale nicht erreichen. In dieser ausgeglichensten WM-Gruppe in der Geschichte entschieden letztlich nur die erzielten Tore und der direkte Vergleich zwischen Irland und Italien über die Platzierungen zugunsten der Mexikaner und Iren.

### Gruppe F
| Pl.                                                                  | Land          | Sp. | S | U | N | Tore    | Diff. | Punkte |
| -------------------------------------------------------------------- | ------------- | --- | - | - | - | ------- | ----- | ------ |
| 1.                                                                   | Niederlande   | 3   | 2 | 0 | 1 | 004:300 | +1    | 06     |
| 2.                                                                   | Saudi-Arabien | 3   | 2 | 0 | 1 | 004:300 | +1    | 06     |
| 3.                                                                   | Belgien       | 3   | 2 | 0 | 1 | 002:100 | +1    | 06     |
| 4.                                                                   | Marokko       | 3   | 0 | 0 | 3 | 002:500 | −3    | 0      |
| Niederlande durch direkten Vergleich vor Saudi-Arabien Gruppensieger |               |     |   |   |   |         |       |        |

|                                                                             |   |               |           |
| 19. Juni 1994, 12:30 Uhr EDT (18:30 Uhr MESZ) in Orlando                    |   |               |           |
| Belgien                                                                     | – | Marokko       | 1:0 (1:0) |
| 20. Juni 1994, 19:30 Uhr EDT (21. Juni, 01:30 Uhr MESZ) in Washington, D.C. |   |               |           |
| Niederlande                                                                 | – | Saudi-Arabien | 2:1 (0:1) |
| 25. Juni 1994, 12:30 Uhr EDT (18:30 Uhr MESZ) in Orlando                    |   |               |           |
| Belgien                                                                     | – | Niederlande   | 1:0 (0:0) |
| 25. Juni 1994, 12:30 Uhr EDT (18:30 Uhr MESZ) in East Rutherford            |   |               |           |
| Saudi-Arabien                                                               | – | Marokko       | 2:1 (2:1) |
| 29. Juni 1994, 12:30 Uhr EDT (18:30 Uhr MESZ) in Orlando                    |   |               |           |
| Marokko                                                                     | – | Niederlande   | 1:2 (0:1) |
| 29. Juni 1994, 12:30 Uhr EDT (18:30 Uhr MESZ) in Washington, D.C.           |   |               |           |
| Belgien                                                                     | – | Saudi-Arabien | 0:1 (0:1) |

Neuling Saudi-Arabien sollte in allen drei Vorrundenspielen positiv überraschen. Nur ein Torwartfehler drei Minuten vor Schluss ließ sie an einem Unentschieden gegen Titel-Mitfavorit Niederlande vorbeischrammen. Danach gelang ein Sieg gegen das etwas stärker eingeschätzte Marokko und ein Sieg gegen Belgien, durch ein bemerkenswertes Solo-Tor von Said al-Uwairan. Marokko schied punktlos aus, obwohl sie alle drei Spiele stets offen halten konnten. Es fehlte schlussendlich die internationale Erfahrung und die Cleverness, die die Niederländer wiederum besaßen. Die Auswahl von Dick Advocaat konnte sowohl gegen Saudi-Arabien wie gegen Marokko kurz vor Schluss noch das wichtige Siegtor erzielen. Belgien war nach dem Erfolg im Prestigeduell gegen die Niederlande bereits für das Achtelfinale qualifiziert, die Niederlage gegen Saudi-Arabien schmerzte nicht mehr besonders.

### Rangliste der Gruppendritten
| Pl. | Land        | Sp. | S | U | N | Tore    | Diff. | Punkte |
| --- | ----------- | --- | - | - | - | ------- | ----- | ------ |
| 1.  | Argentinien | 3   | 2 | 0 | 1 | 006:300 | +3    | 06     |
| 2.  | Belgien     | 3   | 2 | 0 | 1 | 002:100 | +1    | 06     |
| 3.  | USA         | 3   | 1 | 1 | 1 | 003:300 | ±0    | 04     |
| 4.  | Italien     | 3   | 1 | 1 | 1 | 002:200 | ±0    | 04     |
| 5.  | Russland    | 3   | 1 | 0 | 2 | 007:600 | +1    | 03     |
| 6.  | Südkorea    | 3   | 0 | 2 | 1 | 004:500 | −1    | 02     |

## Finalrunde

### Spielplan
|  | Achtelfinale      | Achtelfinale |             |           | Viertelfinale    | Viertelfinale |  |  | Halbfinale | Halbfinale |  |  | Finale | Finale |
|  |                   |              |             |           |                  |               |  |  |            |            |  |  |        |        |
|  |                   |              |             |           |                  |               |  |  |            |            |  |  |        |        |
|  | A1: Rumänien      | 3            |             |           |                  |               |  |  |            |            |  |  |        |        |
|  | A1: Rumänien      | 3            |             |           |                  |               |  |  |            |            |  |  |        |        |
|  | D3: Argentinien   | 2            |             |           |                  |               |  |  |            |            |  |  |        |        |
|  | D3: Argentinien   | 2            | Rumänien    | 2 (4)     |                  |               |  |  |            |            |  |  |        |        |
|  |                   |              | Rumänien    | 2 (4)     |                  |               |  |  |            |            |  |  |        |        |
|  |                   | Schweden     | 22 (5)2     |           |                  |               |  |  |            |            |  |  |        |        |
|  | F2: Saudi-Arabien | Schweden     | 22 (5)2     | 1         |                  |               |  |  |            |            |  |  |        |        |
|  | F2: Saudi-Arabien |              |             | 1         |                  |               |  |  |            |            |  |  |        |        |
|  | B2: Schweden      | 3            |             |           |                  |               |  |  |            |            |  |  |        |        |
|  | B2: Schweden      | 3            | Schweden    | 0         |                  |               |  |  |            |            |  |  |        |        |
|  |                   |              | Schweden    | 0         |                  |               |  |  |            |            |  |  |        |        |
|  |                   | Brasilien    | 1           |           |                  |               |  |  |            |            |  |  |        |        |
|  | B1: Brasilien     | Brasilien    | 1           | 1         |                  |               |  |  |            |            |  |  |        |        |
|  | B1: Brasilien     |              |             | 1         |                  |               |  |  |            |            |  |  |        |        |
|  | A3: USA           | 0            |             |           |                  |               |  |  |            |            |  |  |        |        |
|  | A3: USA           | 0            | Brasilien   | 3         |                  |               |  |  |            |            |  |  |        |        |
|  |                   |              | Brasilien   | 3         |                  |               |  |  |            |            |  |  |        |        |
|  |                   | Niederlande  | 2           |           |                  |               |  |  |            |            |  |  |        |        |
|  | F1: Niederlande   | Niederlande  | 2           | 2         |                  |               |  |  |            |            |  |  |        |        |
|  | F1: Niederlande   |              |             | 2         |                  |               |  |  |            |            |  |  |        |        |
|  | E2: Irland        | 0            |             |           |                  |               |  |  |            |            |  |  |        |        |
|  | E2: Irland        | 0            | Brasilien   | 20 (3)2   |                  |               |  |  |            |            |  |  |        |        |
|  |                   |              | Brasilien   | 20 (3)2   |                  |               |  |  |            |            |  |  |        |        |
|  |                   | Italien      | 0 (2)       |           |                  |               |  |  |            |            |  |  |        |        |
|  | C1: Deutschland   | Italien      | 0 (2)       | 3         |                  |               |  |  |            |            |  |  |        |        |
|  | C1: Deutschland   |              |             | 3         |                  |               |  |  |            |            |  |  |        |        |
|  | F3: Belgien       | 2            |             |           |                  |               |  |  |            |            |  |  |        |        |
|  | F3: Belgien       | 2            | Deutschland | 1         |                  |               |  |  |            |            |  |  |        |        |
|  |                   |              | Deutschland | 1         |                  |               |  |  |            |            |  |  |        |        |
|  |                   | Bulgarien    | 2           |           |                  |               |  |  |            |            |  |  |        |        |
|  | E1: Mexiko        | Bulgarien    | 2           | 1 (1)     |                  |               |  |  |            |            |  |  |        |        |
|  | E1: Mexiko        |              |             | 1 (1)     |                  |               |  |  |            |            |  |  |        |        |
|  | D2: Bulgarien     | 21 (3)2      |             |           |                  |               |  |  |            |            |  |  |        |        |
|  | D2: Bulgarien     | 21 (3)2      | Bulgarien   | 1         |                  |               |  |  |            |            |  |  |        |        |
|  |                   |              | Bulgarien   | 1         |                  |               |  |  |            |            |  |  |        |        |
|  |                   | Italien      | 2           |           |                  |               |  |  |            |            |  |  |        |        |
|  | D1: Nigeria       | Italien      | 2           | 1         |                  |               |  |  |            |            |  |  |        |        |
|  | D1: Nigeria       |              |             | 1         |                  |               |  |  |            |            |  |  |        |        |
|  | E3: Italien       | 21           |             |           |                  |               |  |  |            |            |  |  |        |        |
|  | E3: Italien       | 21           | Italien     | 2         |                  |               |  |  |            |            |  |  |        |        |
|  |                   |              | Italien     | 2         | Spiel um Platz 3 |               |  |  |            |            |  |  |        |        |
|  |                   | Spanien      | 1           |           |                  |               |  |  |            |            |  |  |        |        |
|  | A2: Schweiz       | Spanien      | 1           | 0         | Schweden         | 4             |  |  |            |            |  |  |        |        |
|  | A2: Schweiz       |              |             | 0         | Schweden         | 4             |  |  |            |            |  |  |        |        |
|  | C2: Spanien       | 3            |             | Bulgarien | 0                |               |  |  |            |            |  |  |        |        |

1 Sieg nach Verlängerung
2 Sieg im Elfmeterschießen

### Achtelfinale
|                                                                    |   |             |                                 |
| 2. Juli 1994 um 12:00 Uhr CDT (19:00 Uhr MESZ) in Chicago          |   |             |                                 |
| Deutschland                                                        | – | Belgien     | 3:2 (3:1)                       |
| 2. Juli 1994 um 16:30 Uhr EDT (22:30 Uhr MESZ) in Washington, D.C. |   |             |                                 |
| Schweiz                                                            | – | Spanien     | 0:3 (0:1)                       |
| 3. Juli 1994 um 12:00 Uhr CDT (19:00 Uhr MESZ) in Dallas           |   |             |                                 |
| Saudi-Arabien                                                      | – | Schweden    | 1:3 (0:1)                       |
| 3. Juli 1994 um 13:30 Uhr PDT (22:30 Uhr MESZ) in Pasadena         |   |             |                                 |
| Rumänien                                                           | – | Argentinien | 3:2 (2:1)                       |
| 4. Juli 1994 um 12:00 Uhr EDT (18:00 Uhr MESZ) in Orlando          |   |             |                                 |
| Niederlande                                                        | – | Irland      | 2:0 (2:0)                       |
| 4. Juli 1994 um 12:30 Uhr PDT (21:30 Uhr MESZ) in Palo Alto        |   |             |                                 |
| Brasilien                                                          | – | USA         | 1:0 (0:0)                       |
| 5. Juli 1994 um 13:00 Uhr EDT (19:00 Uhr MESZ) in Foxborough       |   |             |                                 |
| Nigeria                                                            | – | Italien     | 1:2 n. V. (1:1, 1:0)            |
| 5. Juli 1994 um 16:30 Uhr EDT (22:30 Uhr MESZ) in East Rutherford  |   |             |                                 |
| Mexiko                                                             | – | Bulgarien   | 1:1 n. V. (1:1, 1:1), 1:3 i. E. |

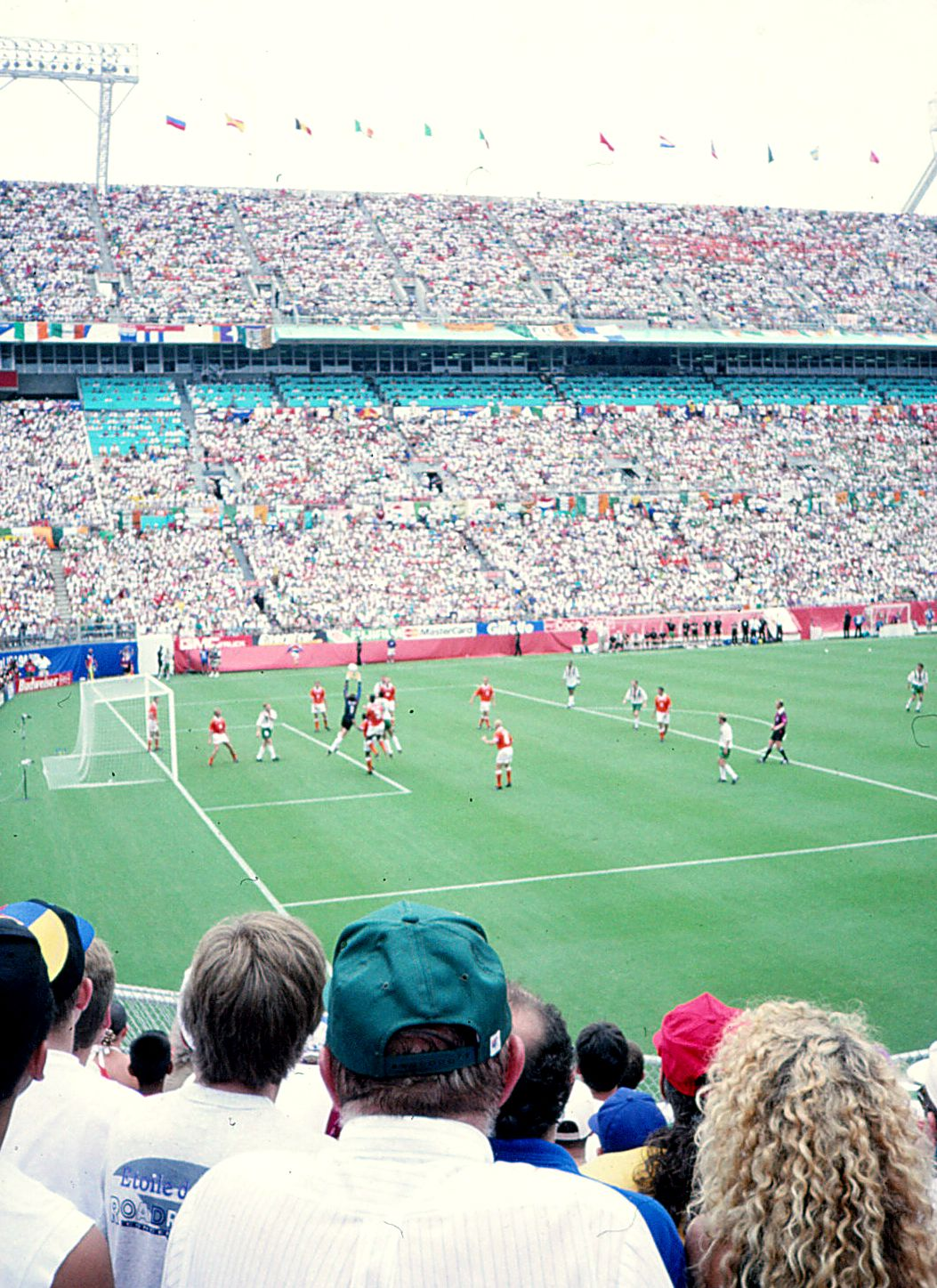
Niederlande gegen Irland im Citrus Bowl in Orlando, Florida am 4. Juli 1994

Im Spiel Deutschland gegen Belgien zeigte der Titelverteidiger seine beste Turnierleistung, dennoch hatten die Deutschen noch Glück, da den Belgiern ein klarer Elfmeter verwehrt wurde. Garant für den deutschen Sieg war vor allem das Sturmduo Völler/Klinsmann.
Den Schweizern wurden im Spiel gegen Spanien durchaus Chancen auf das Erreichen des Viertelfinals eingeräumt. Ein frühes Tor der Spanier sorgte für die Vorentscheidung, die mit zwei Toren in der zweiten Halbzeit zur Gewissheit wurde.
Die Überraschungsmannschaft aus Saudi-Arabien zeigte gegen Schweden eine engagierte Leistung, ihr fehlten jedoch die Mittel, um die routinierten Schweden in Bedrängnis zu bringen. Nach dem Anschlusstreffer Saudi-Arabiens in der 85. Minute zum 2:1 wurde nur drei Minuten später durch ein Tor des Schweden Kennet Andersson das Endergebnis hergestellt.
Die Niederlande gewannen ihr Achtelfinale problemlos mit 2:0 gegen die Iren. Die beiden Tore für die Elftal fielen schon in der Anfangsphase und die Iren waren danach chancenlos.
Argentinien musste ohne den gesperrten Diego Maradona und den verletzten Claudio Caniggia antreten und konnte die Niederlage gegen Rumänien nicht verhindern. Rumänien stand erstmals in einem WM-Viertelfinale, für Argentinien war es das schlechteste Abschneiden seit 1970.
Brasilien stand gegen die Heimmannschaft der USA als Favorit unter Druck und musste nach einem Platzverweis gegen Leonardo mehr als eine Halbzeit lang mit zehn Mann spielen. Spanien-Legionär Bebeto erzielte das Tor des Tages 15 Minuten vor Abpfiff.
Nigeria ging im Spiel gegen Mitfavorit Italien in Führung. Die junge, unerfahrene Mannschaft musste kurz vor Ende der regulären Spielzeit den Ausgleich hinnehmen. Ausgerechnet der viel gescholtene Roberto Baggio schoss seine Mannschaft in die Verlängerung, in der er zusätzlich das Siegtor erzielte.
Bulgarien komplettierte das Viertelfinale. Die beiden Tore im Spiel gegen Mexiko zum 1:1 nach regulärer Spielzeit fielen bereits in den ersten 18 Minuten. Die übrigen 100 Minuten verliefen, bis auf zwei Platzverweise, einen auf jeder Seite, ohne nennenswerte Höhepunkte. Das darauf folgende Elfmeterschießen konnten die Bulgaren für sich entscheiden.

### Viertelfinale
|                                                                    |   |             |                                 |
| 9. Juli 1994 um 12:00 Uhr EDT (18:00 Uhr MESZ) in Foxborough       |   |             |                                 |
| Italien                                                            | – | Spanien     | 2:1 (1:0)                       |
| 9. Juli 1994 um 14:30 Uhr CDT (21:30 Uhr MESZ) in Dallas           |   |             |                                 |
| Brasilien                                                          | – | Niederlande | 3:2 (0:0)                       |
| 10. Juli 1994 um 12:00 Uhr EDT (18:00 Uhr MESZ) in East Rutherford |   |             |                                 |
| Bulgarien                                                          | – | Deutschland | 2:1 (0:0)                       |
| 10. Juli 1994 um 12:30 Uhr PDT (21:30 Uhr MESZ) in Palo Alto       |   |             |                                 |
| Rumänien                                                           | – | Schweden    | 2:2 n. V. (1:1, 0:0), 4:5 i. E. |

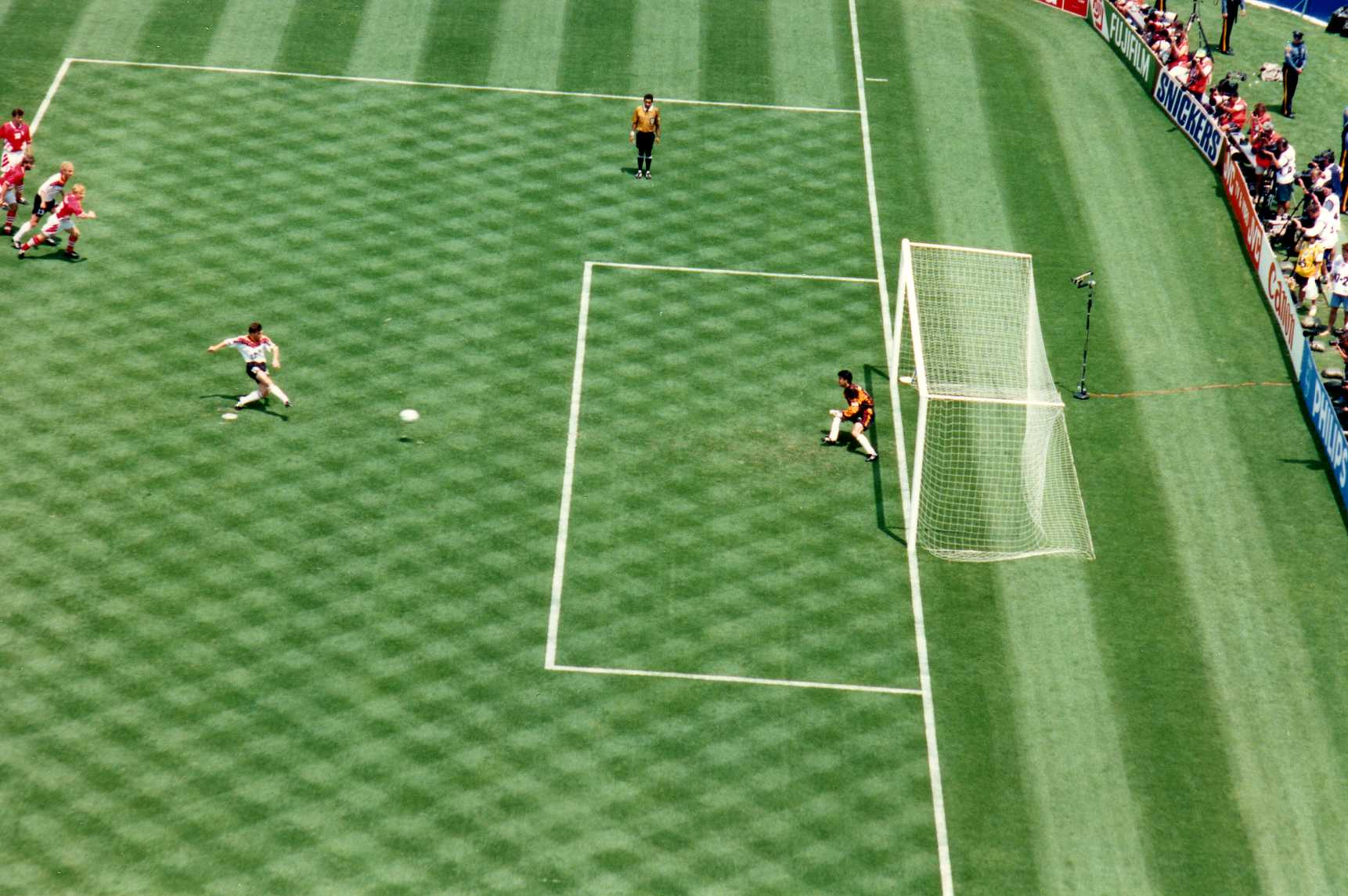
Lothar Matthäus verwandelt einen Elfmeter gegen Bulgarien

Roberto Baggio und Dino Baggio sorgten im Spiel gegen Spanien für einen Erfolg der Italiener und den Einzug ins Halbfinale.
Im Viertelfinale zwischen Brasilien und den Niederlanden konnten die Niederländer eine 2:0-Führung der Brasilianer ausgleichen. Ein Freistoßtor von Branco in der 83. Spielminute sorgte für die Entscheidung zugunsten der Südamerikaner.
Die Überlegenheit der deutschen Mannschaft im Spiel gegen Bulgarien zahlte sich nach 47 Minuten durch einen verwandelten Elfmeter von Lothar Matthäus aus. Nach einem zu Recht nicht anerkannten Tor von Rudi Völler konnten die Bulgaren das Spiel durch ein Freistoßtor von Christo Stoitschkow und ein Kopfball-Tor des damaligen HSV-Spielers Jordan Letschkow für sich entscheiden. In einer letzten gefährlichen Situation vor dem bulgarischen Tor blieb Thomas Strunz glücklos. Der in den letzten 30 Minuten statisch agierende amtierende Weltmeister schied somit aus dem Turnier aus.
Die Partie Rumänien gegen Schweden wurde zum Ende der regulären Spielzeit und in der Verlängerung dramatisch. Nach knapp 80 Minuten gingen zunächst die Schweden in Führung, ehe die Rumänen noch den Ausgleich erzielen konnten. In der Verlängerung ging Rumänien in Führung, ehe die Schweden ihrerseits ausglichen. Im Elfmeterschießen wurde der schwedische Torhüter Thomas Ravelli mit zwei Paraden zum Gewinner der Partie.

### Halbfinale
|                                                                       |   |           |           |
| 13. Juli 1994 um 16:00 Uhr EDT (22:00 Uhr MESZ) in East Rutherford    |   |           |           |
| Bulgarien                                                             | – | Italien   | 1:2 (1:2) |
| 13. Juli 1994 um 16:30 Uhr PDT (14. Juli, 01:30 Uhr MESZ) in Pasadena |   |           |           |
| Schweden                                                              | – | Brasilien | 0:1 (0:0) |

Nachdem Bulgarien mit Deutschland den Titelverteidiger bezwungen hatte, wurde ein schweres Spiel für die Italiener erwartet. Die Italiener, und besonders Roberto Baggio, waren jedoch immer besser ins Turnier gekommen, so dass es zum Finaleinzug reichte. Roberto Baggio schoss beide Treffer für eine italienische Mannschaft, die sich in diesem Spiel viele Torchancen erarbeiten konnte.
Brasilien beherrschte die Schweden deutlich, vergab jedoch viele Torchancen. Ein später Treffer von Romário entschied letztlich das Spiel.

### Spiel um Platz 3
|                                                             |   |           |           |
| 16. Juli 1994 um 12:30 Uhr PDT (21:30 Uhr MESZ) in Pasadena |   |           |           |
| Schweden                                                    | – | Bulgarien | 4:0 (4:0) |

Die Bulgaren gaben nach der deutlichen Niederlage gegen Schweden zu, ihr gutes Abschneiden bei dieser WM schon zu ausgiebig gefeiert zu haben und deshalb nicht topfit für das Spiel um Platz 3 gewesen zu sein. Es wurde gemunkelt, dass Christo Stoitschkow Torschützenkönig werden und er unbedingt ein weiteres Tor schießen sollte, und somit Torchancen für andere Spieler ausgelassen wurden, was mit dazu beigetragen haben könnte, dass die Bulgaren trotz einiger Chancen überhaupt kein Tor erzielt haben. Für Schweden war es das beste Abschneiden seit der Vize-Weltmeisterschaft von 1958 im eigenen Land.

### Finale
| Brasilien                                                               | Brasilien | Italien | Italien | Aufstellung                         |
| ----------------------------------------------------------------------- | --- | --- | ------- | ----------------------------------- |
| Brasilien                                                               | \| Finale \| \| 17. Juli 1994 um 12:30 Uhr PDT (21:30 Uhr MESZ) in Pasadena (Rose Bowl) \| \| Ergebnis: 0:0 n. V., 3:2 i. E. \| \| Zuschauer: 94.194 \| \| Schiedsrichter: Sándor Puhl ( Ungarn) \| \| Spielbericht \| | \| Finale \| \| 17. Juli 1994 um 12:30 Uhr PDT (21:30 Uhr MESZ) in Pasadena (Rose Bowl) \| \| Ergebnis: 0:0 n. V., 3:2 i. E. \| \| Zuschauer: 94.194 \| \| Schiedsrichter: Sándor Puhl ( Ungarn) \| \| Spielbericht \|                                       | Italien | Aufstellung Brasilien gegen Italien |
| Brasilien                                                               | Cláudio Taffarel – Aldair, Márcio Santos, Mauro Silva – Jorginho (21. Cafu), Dunga , Branco – Mazinho, Zinho (106. Viola) – Bebeto, Romário Cheftrainer: Carlos Alberto Parreira                                       | Gianluca Pagliuca – Franco Baresi – Antonio Benarrivo, Roberto Mussi (35. Luigi Apolloni), Paolo Maldini – Nicola Berti, Demetrio Albertini, Dino Baggio (95. Alberigo Evani), Roberto Donadoni – Roberto Baggio, Daniele Massaro Cheftrainer: Arrigo Sacchi | Italien | Aufstellung Brasilien gegen Italien |
| Brasilien                                                               | Elfmeterschießen | | Italien | Aufstellung Brasilien gegen Italien |
| Brasilien                                                               | Pagliuca hält gegen Márcio Santos 1:1 Romário 2:2 Branco 3:2 Dunga | Baresi schießt über das Tor 0:1 Albertini 1:2 Evani Taffarel hält gegen Massaro R. Baggio schießt über das Tor | Italien | Aufstellung Brasilien gegen Italien |
| Brasilien                                                               | Mazinho, Cafu | Apolloni, Albertini | Italien | Aufstellung Brasilien gegen Italien |
| Finale                                                                  | | |         |                                     |
| 17. Juli 1994 um 12:30 Uhr PDT (21:30 Uhr MESZ) in Pasadena (Rose Bowl) | | |         |                                     |
| Ergebnis: 0:0 n. V., 3:2 i. E.                                          | | |         |                                     |
| Zuschauer: 94.194                                                       | | |         |                                     |
| Schiedsrichter: Sándor Puhl ( Ungarn)                                   | | |         |                                     |
| Spielbericht                                                            | | |         |                                     |

Ein von Taktik geprägtes Finale konnten die Brasilianer letztlich im Elfmeterschießen für sich entscheiden. Mit Roberto Baggio und Franco Baresi verschossen zwei italienische Fußball-Legenden. Brasilien gewann damit sein erstes WM-Finale seit 24 Jahren.

### Ehrungen der Platzierten
Romário wurde zum FIFA-Weltfußballer des Jahres gewählt und Cafu zu Südamerikas Fußballer des Jahres. Daniele Massaro wurde als Italiens Fußballer des Jahres ausgezeichnet. Roberto Baggio und Paolo Maldini belegten hinter Christo Stoitschkow die Plätze 2 und 3 bei der Wahl zu Europas Fußballer des Jahres.

## Beste Torschützen
Torschützenkönige des Turniers und gemeinsam mit dem goldenen Schuh ausgezeichnet wurden der Russe Oleg Salenko und der Bulgare Christo Stoitschkow. Ein silberner Schuh wurde nicht vergeben. Den bronzenen Schuh erhielten gemeinsam der Schwede Kennet Andersson und der Brasilianer Romário.
| Rang | Spieler             | Tore |
| ---- | ------------------- | ---- |
| 1    | Oleg Salenko        | 6    |
|      | Christo Stoitschkow | 6    |
| 3    | Kennet Andersson    | 5    |
|      | Roberto Baggio      | 5    |
|      | Jürgen Klinsmann    | 5    |
|      | Romário             | 5    |
| 7    | Gabriel Batistuta   | 4    |
|      | Martin Dahlin       | 4    |
|      | Florin Răducioiu    | 4    |
| 10   | Bebeto              | 3    |
|      | Dennis Bergkamp     | 3    |
|      | José Luis Caminero  | 3    |
|      | Tomas Brolin        | 3    |
|      | Gheorghe Hagi       | 3    |

| Rang | Spieler               | Tore |
| ---- | --------------------- | ---- |
| 15   | Philippe Albert       | 2    |
|      | Fuad Amin             | 2    |
|      | Daniel Amokachi       | 2    |
|      | Emmanuel Amuneke      | 2    |
|      | Dino Baggio           | 2    |
|      | Claudio Caniggia      | 2    |
|      | Ilie Dumitrescu       | 2    |
|      | Luis García Postigo   | 2    |
|      | Jon Andoni Goikoetxea | 2    |
|      | Wim Jonk              | 2    |
|      | Adrian Knup           | 2    |
|      | Jordan Letschkow      | 2    |
|      | Hong Myung-bo         | 2    |
|      | Adolfo Valencia       | 2    |
|      | Rudi Völler           | 2    |

Darüber hinaus gab es 51 Spieler mit einem Treffer. Hinzu kam ein Eigentor.

## All-Star-Team
| Torhüter           | Abwehr                               | Mittelfeld                                         | Stürmer                                    |
| ------------------ | ------------------------------------ | -------------------------------------------------- | ------------------------------------------ |
| Michel Preud’homme | Jorginho Paolo Maldini Márcio Santos | Dunga Krassimir Balakow Gheorghe Hagi Tomas Brolin | Roberto Baggio Romário Christo Stoitschkow |

## Schiedsrichter
Insgesamt kamen 24 Schiedsrichter zu Spielleitungen. Erstmalig wurden bei einer Weltmeisterschaft spezialisierte Schiedsrichterassistenten eingesetzt – vier Jahre vorher in Italien waren die nominierten Spieloffiziellen sowohl als Hauptschiedsrichter, als auch als Linienrichter eingesetzt worden. Zudem wurden erstmals farbige Schiedsrichtertrikots standardmäßig verwendet, in vorherigen Ausgaben war vom klassischen „Schiedsrichter-Schwarz“ nur in Ausnahmefällen abgewichen worden.
Im Eröffnungsspiel amtierte Arturo Brizio Carter aus Mexiko, das Endspiel wurde vom Ungarn Sándor Puhl geleitet. Für drei Schiedsrichter war dies bereits die zweite Endrunde, für weitere zwei – Jamal al-Sharif aus Syrien und Joël Quiniou aus Frankreich – sogar die dritte. Letzterer erreichte mit seinen vier Partien die Gesamtmarke von acht WM-Spielleitungen und wurde damit WM-Rekordschiedsrichter. Erst 2014 wurde dieser Rekord vom Usbeken Ravshan Ermatov übertroffen.
| Verband  | Land               | Schiedsrichter          | Spiele | Bemerkung                                            |
| -------- | ------------------ | ----------------------- | ------ | ---------------------------------------------------- |
| AFC      | Ver. Arab. Emirate | Ali Bujsaim             | 2      | Spiel um Platz 3                                     |
| AFC      | Syrien             | Jamal al-Sharif         | 3      |                                                      |
| CAF      | Mauritius          | Lim Kee Chong           | 1      |                                                      |
| CAF      | Tunesien           | Neji Jouini             | 2      |                                                      |
| CONCACAF | USA                | Arturo Angeles          | 1      |                                                      |
| CONCACAF | Costa Rica         | Rodrigo Badilla         | 3      |                                                      |
| CONCACAF | Mexiko             | Arturo Brizio Carter    | 3      | Eröffnungsspiel                                      |
| CONMEBOL | Kolumbien          | José Torres Cadena      | 4      | Halbfinale                                           |
| CONMEBOL | Uruguay            | Ernesto Filippi         | 1      |                                                      |
| CONMEBOL | Argentinien        | Franciso Oscar Lamolina | 2      |                                                      |
| CONMEBOL | Brasilien          | Renato Marsiglia        | 2      |                                                      |
| CONMEBOL | Peru               | Alberto Tejada          | 2      |                                                      |
| UEFA     | Italien            | Fabio Baldas            | 1      |                                                      |
| UEFA     | Italien            | Pierluigi Pairetto      | 1      |                                                      |
| UEFA     | Spanien            | Manuel Díaz Vega        | 1      |                                                      |
| UEFA     | England            | Phillip Don             | 1      |                                                      |
| UEFA     | Schweden           | Bo Karlsson             | 1      |                                                      |
| UEFA     | Deutschland        | Hellmut Krug            | 2      |                                                      |
| UEFA     | Dänemark           | Peter Mikkelsen         | 3      |                                                      |
| UEFA     | Schottland         | Leslie Mottram          | 2      |                                                      |
| UEFA     | Ungarn             | Sándor Puhl             | 4      | Finale                                               |
| UEFA     | Frankreich         | Joël Quiniou            | 4      | Halbfinale, neuer WM-Rekordschiedsrichter (bis 2014) |
| UEFA     | Schweiz            | Kurt Röthlisberger      | 2      |                                                      |
| UEFA     | Niederlande        | Mario van der Ende      | 3      |                                                      |

## Trivia
- Der offizielle Spielball der WM 1994 ist der Questra von adidas und wurde auch als Questra Europa bei der Fußball-Europameisterschaft 1996 in England sowie als Questra Olympia bei den Olympischen Sommerspielen 1996 in Atlanta verwendet.[15]
- Am 17. Juli 1994 erschien der erste Fußball-Gold-Numisbrief der Welt. Diese Erstausgabe aus dem Austragungsland USA wurde mit amtlicher Sonderbriefmarke und offizieller Goldmünze der USA zur Fußball-WM´94 mit nur 500 Exemplaren weltweit streng limitiert.
- Es gab einen offiziellen Flipperautomaten.[16]
- Gut einen Monat vor Beginn des Turniers starb der erfolgreiche brasilianische Automobilrennfahrer Ayrton Senna nach seinem Unfall beim Großen Preis von San Marino 1994. Brasilien widmete ihm den WM-Titel: Direkt nach dem Abpfiff hielten alle Spieler ein Plakat in die Kameras, auf dem die Widmung zu lesen war.[17]

## Musikalische Rezeption
Die italienische Fun-Metal-Band Nanowar of Steel veröffentlichte 2023 den Song Pasadena 1994, der das Finalspiel satirisch als Kriegsereignis darstellt.